# Pilar Pequeño
Pilar Pequeño (Madrid, 1944) es una fotógrafa española que recibió en el año 2011  la Medalla de Oro al Mérito en las Bellas Artes otorgada por el Gobierno Español.   

## Biografía
Desde muy pequeña se interesó por el dibujo, y quiso realizar la carrera de Bellas Artes. En 1965 entró a formar parte de la Real Sociedad Fotográfica. De 1975 a 1977  vivió en Estados Unidos. Compaginó el dibujo con la fotografía  hasta que  en 1982, se centró en la fotografía e inició su primera serie, "Paisajes".  

## Obra
Divide su trabajo en series abiertas, en las que la naturaleza es una constante. Utiliza un lenguaje personal basado en la naturaleza representada en sutiles imágenes en blanco y negro. Siempre utilizó imágenes en estos tonos hasta que en 2010 ha dado cabida al color en su obra, yendo más allá del cromatismo tradicional. Invernaderos, paisajes y plantas, son objeto ineludible de su objetivo, y con ellas, el agua, la luz, la vida, la muerte. 
Se le considera consolidada  como "la gran fotógrafa actual de bodegones". Su obra se expone en numerosas galerías y se encuentra en diversas colecciones públicas, tales como, Museo Reina Sofía, Instituto Valenciano de Arte Moderno, Colección Cualladó o Colección EXIT, Tenerife Espacio de las Artes TEA. Tenerife, Comunidad de Madrid, Centro de Arte Dos de Mayo CA2M, Centro de Arte Alcobendas, Junta de Comunidades Castilla-La Mancha.  
Las obras Copa de agua y un clavel y Plato de estaño y ajos forman parte de la carpeta Doce fotógrafos en el Museo del Prado que fue editada en 2018. Están inspiradas en Zurbarán.

## Premios y reconocimientos
En 2019 recibió El Premio Bartolomé Ros a la mejor trayectoria profesional española en fotografía.
En 2018 la Fundación de Amigos del Museo del Prado, con motivo del bicentenario de la fundación del Museo, la invita a participar en el proyecto: Doce fotógrafos en el Museo del Prado.
En 2017 es galardonada con el Premio Nacional Cultura Viva en su XXVI edición.
En abril de 2011 el Consejo de Ministros de España le otorgó la Medalla de Oro al Mérito en las Bellas Artes.